# Pötzschau
Pötzschau ist ein Ortsteil der Stadt Rötha im sächsischen Landkreis Leipzig. Es besteht aus den Ortsteilen Großpötzschau, Kleinpötzschau und Dahlitzsch, die sich am 1. April 1934 zusammenschlossen. Pötzschau wurde am 1. Januar 1995 nach Espenhain eingemeindet, mit dem es am 1. August 2015 zu Rötha kam.

## Geographie

### Geographische Lage und Verkehr

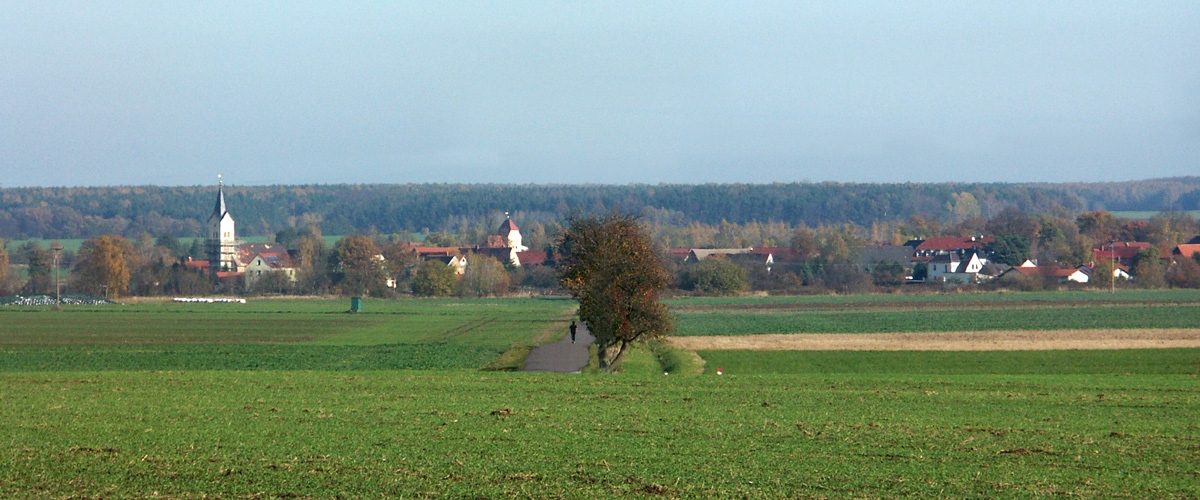
Pötzschau von Südwesten gesehen

Pötzschau liegt etwa 16 Kilometer südsüdöstlich von Leipzig im breiten, sich in Ost-West-Richtung erstreckenden Auental des Baches Gösel. Die Gösel verlief bis zu ihrer durch den Braunkohlentagebau Espenhain bedingten Verlegung zwischen den Ortsteilen, fließt aber nun südlich von Pötzschau. Der Röthaer Ortsteil Pötzschau besteht aus den drei Gemarkungen Kleinpötzschau im Norden, Dahlitzsch im Osten und Großpötzschau im Südwesten. Nordwestlich von Pötzschau befindet sich der Störmthaler See, welcher nach der Flutung des Südostteils des ehemaligen Braunkohletagebaus Espenhain entstand.
Durch Pötzschau führt die Kreisstraße K 7926 nach Oelzschau, über die mit der K 7925 Verbindung zur Anschlussstelle Leipzig-Südost der Bundesautobahn 38 und in Espenhain zur Bundesstraße 95 und Bundesautobahn 72 besteht. Durch die Buslinien 141 und 276 des Mitteldeutschen Verkehrsverbundes existieren direkte Verbindungen nach Leipzig (Probstheida), Borna, Espenhain und Kitzscher.

### Nachbarorte
| Dreiskau-Muckern | Störmthal                                   |                        |
| Rötha            | Kompassrose, die auf Nachbargemeinden zeigt | Oelzschau mit Kömmlitz |
|                  | Espenhain                                   | Mölbis                 |

## Geschichte

### Die Entwicklung der Ortsteile

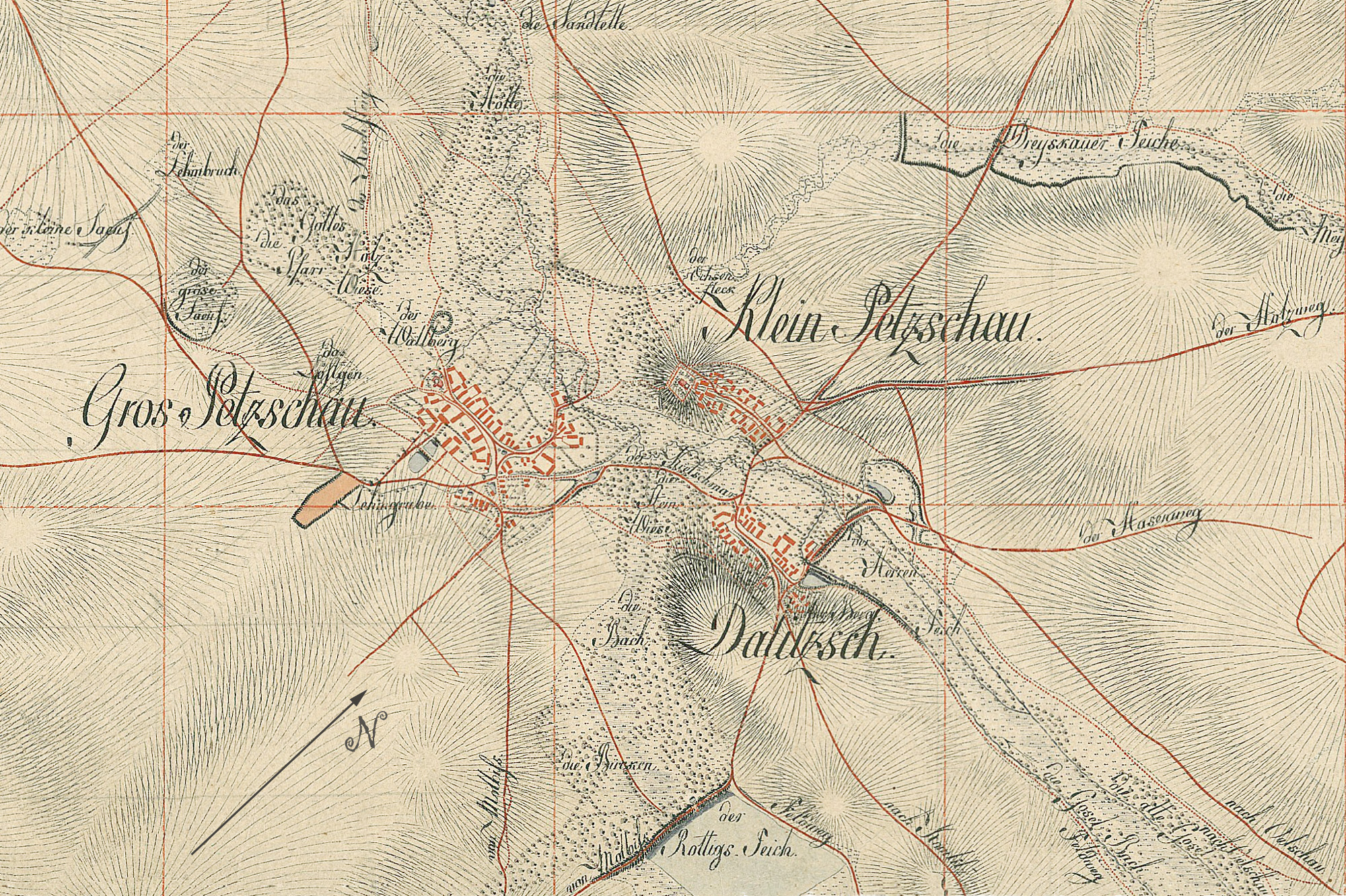
Karte von Pötzschau um 1800

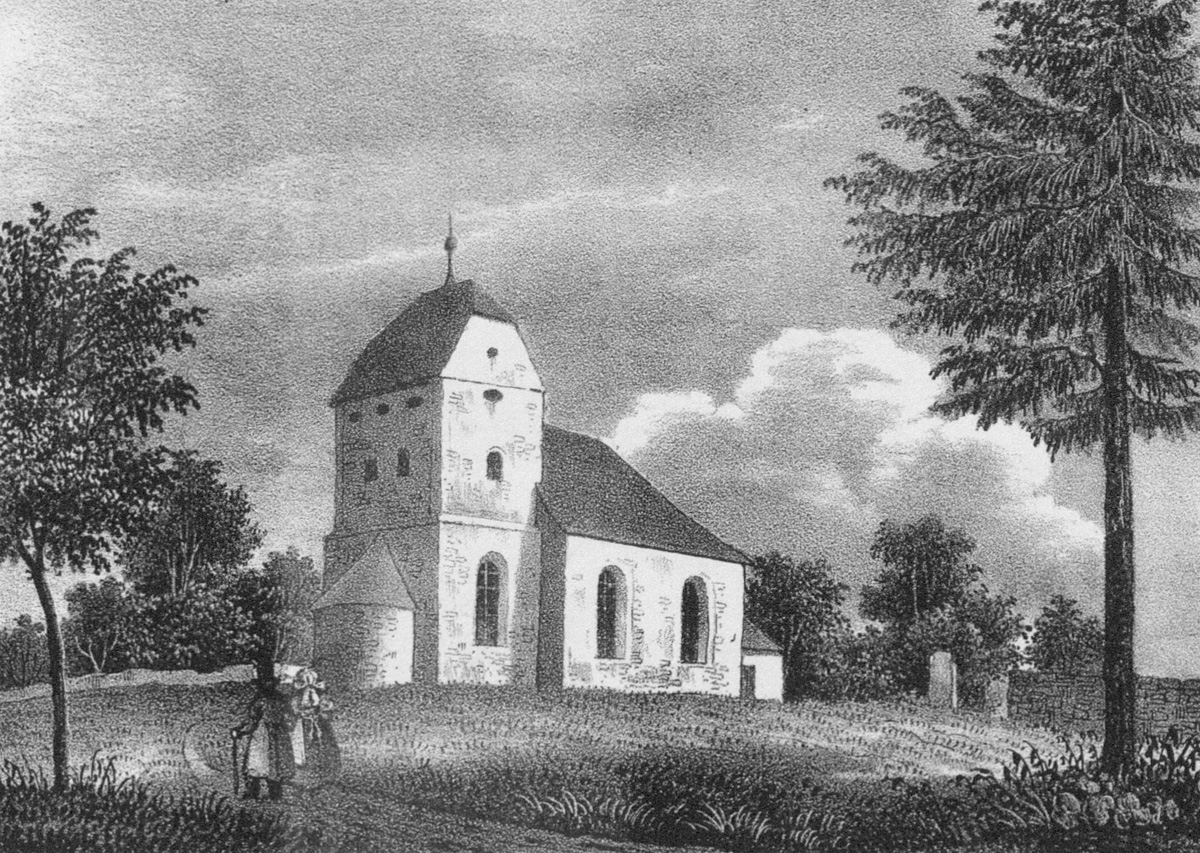
Die Kirche von Kleinpötzschau um 1840

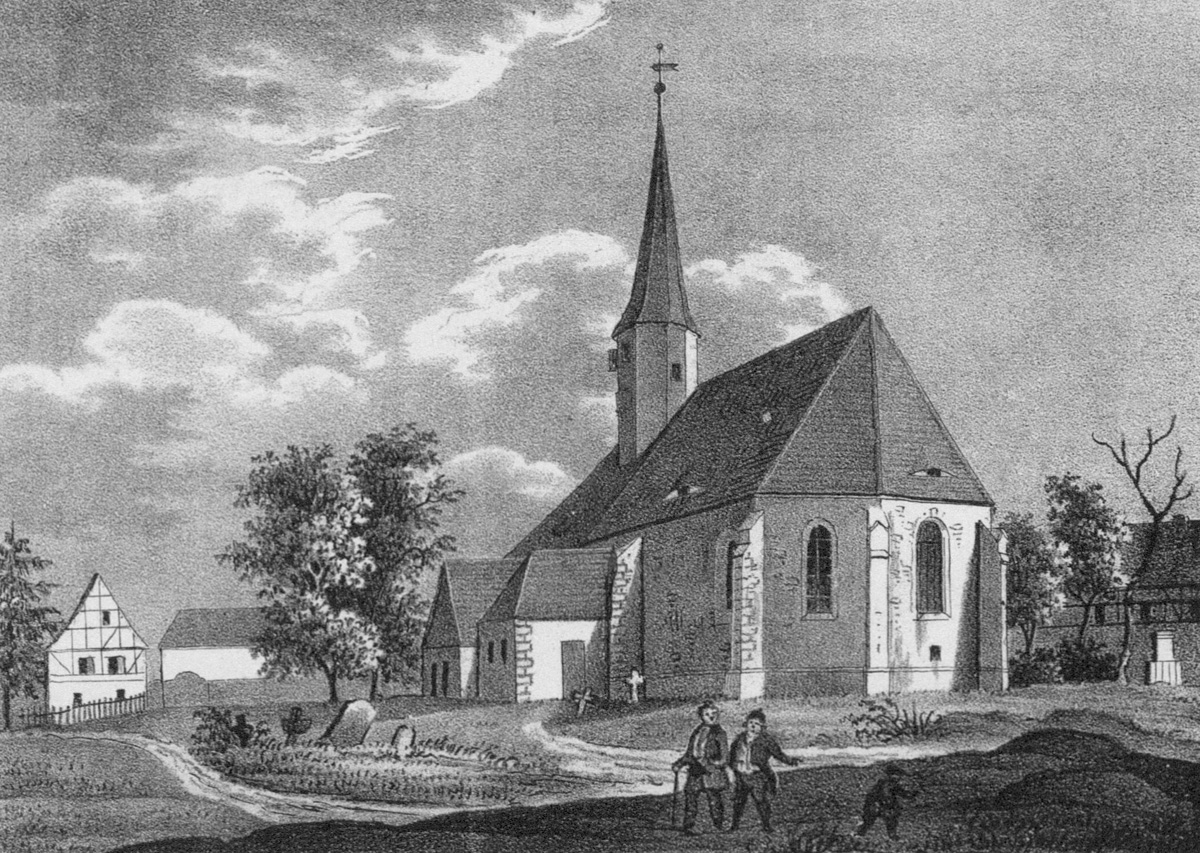
Die Kirche von Großpötzschau um 1840

Aus der Dorfanlage und der Namensgebung der Ortsteile von Pötzschau ist zu schließen, dass es sich um altsorbische Gründungen handelt, die schon lange vor ihrer ersten schriftlichen Erwähnung bestanden. Diese ist für Großpötzschau als Beschowe 1206 anzusetzen, wobei der Zusatz „Groß“ erst 1514 hinzutritt und „Klein“ bei Kleinpötzschau 1497. Dahlitzsch taucht als Talzschicz erstmals 1469 auf.
Im 11. und 12. Jahrhundert ist der Zuzug deutscher Siedler anzunehmen. Im Mittelalter existierte nordwestlich von Großpötzschau in der Göselaue eine Befestigung (Sumpfwall), von der vermutet wird, dass sie bis ins 14. Jahrhundert zu Schutz- und Repräsentationszwecken genutzt wurde, zumal westlich von ihr Keramikfunde auf eine möglicherweise noch ältere Besiedlung hinweisen. Die Lage der Befestigung ist jetzt noch an einem Ringwall mit einem umgebenden Graben zu erkennen. Diese Stelle heißt Malberg (früher mitunter auch Wahlberg oder Wallberg). Der Malberg ist seit 1936 als eines der wenigen und besonders eindrucksvollen Bodendenkmäler im Südraum von Leipzig unter Schutz gestellt. Aus der ehemaligen „Burg“ des Malbergs hat sich kein Herrensitz entwickelt, so dass später die Grundherrschaft über die Pötzschauer Dörfer von benachbarten Rittergütern ausgeübt wurde: für Großpötzschau vom Schloss Rötha der Freiherren von Friesen und für Kleinpötzschau und Dahlitzsch von Störmthal. Ab 1840 gehörte Kleinpötzschau zu Dahlitzsch. Großpötzschau, Kleinpötzschau und Dahlitzsch lagen bis 1856 im kursächsischen bzw. königlich-sächsischen Kreisamt Leipzig. Ab 1856 gehörten die drei Dörfer zum Gerichtsamt Rötha, ab 1875 zur Amtshauptmannschaft Borna.
Ähnlich geteilt war zunächst auch die kirchliche Struktur. Großpötzschau war bereits um 1500 eine eigene Kirchgemeinde, in die Muckern eingepfarrt war, und zur Kirche in Kleinpötzschau, die ab etwa 1500 eine Filialkirche von Magdeborn und ab 1690 von Störmthal war, gehörte Dahlitzsch. Erst 1925 wurde Kleinpötzschau Filialkirche von Großpötzschau. Diese langjährigen verschiedenen Zugehörigkeiten führten zu einer gewissen unterschwelligen Konkurrenz zwischen Großpötzschau einerseits und Kleinpötzschau und Dahlitzsch andererseits, die bis ins 20. Jahrhundert unter den alteingesessenen Bauern zu spüren war. Über die Anfänge der beiden Kirchen ist nichts bekannt. Die Kleinpötzschauer wird aus romanischer Zeit stammend und als eine der ältesten der Gegend angesehen. Ihre jetzige Gestalt erhielt sie bei einem „Hauptkirchenbau“ 1723. Die Kirche in Großpötzschau wies deutlich zwei Bauabschnitte aus, der ältere östliche war mit Bruchsteinen ausgeführt und zeigte gotische Stilelemente, der jüngere westliche, vermutlich nachreformatorische mit Backsteinen. Letzterer trug auch einen achteckigen Turmaufbau, der 1881 einem Blitzschlag zum Opfer fiel. Beim Wiederaufbau wurde der westliche Teil dem östlichen im Baustil angeglichen und ein Glockenturm errichtet. 1883 war die Weihe dieser Kirche.
Die Pötzschauer Dörfer wurden häufig von Feuersbrünsten heimgesucht, Großpötzschau 1749, 1789, 1792, 1802, 1811 und 1840, Kleinpötzschau und Dahlitzsch 1805, 1816, 1818, 1829, 1837 und 1840. Bei der Völkerschlacht bei Leipzig 1813 wurden die Dörfer zwar von Zerstörungen verschont, von durchziehenden Truppen aber durchaus in Mitleidenschaft gezogen. Die Großpötzschauer Kirche diente als Lazarett. Bis ins 20. Jahrhundert wurde sowohl in Großpötzschau als auch in Dahlitzsch eine Mühle betrieben. 1855 wurde in Pötzschau ein Männergesangsverein gegründet.

### Geschichte seit dem Dorfzusammenschluss

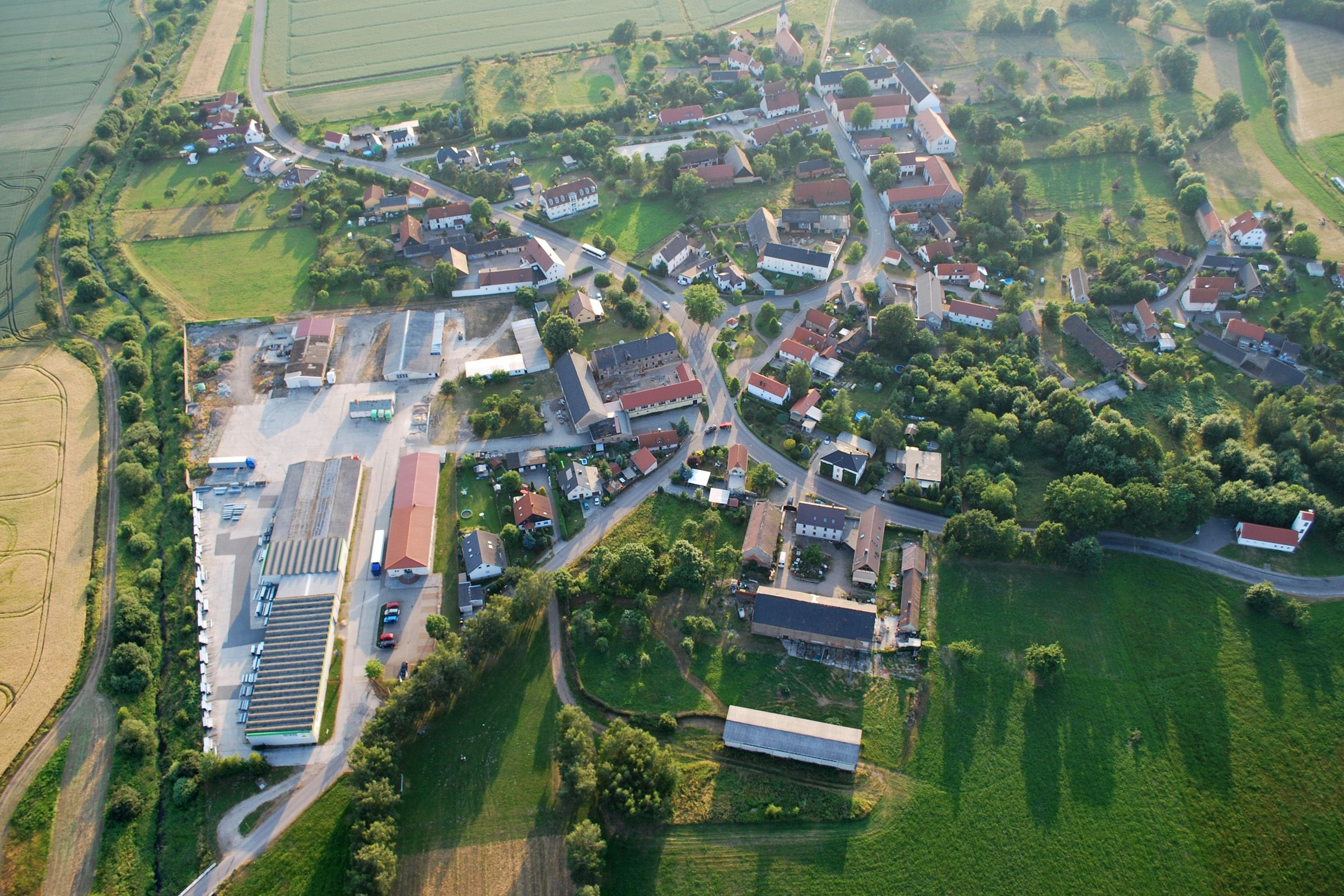
Luftaufnahme von Großpötzschau 2010

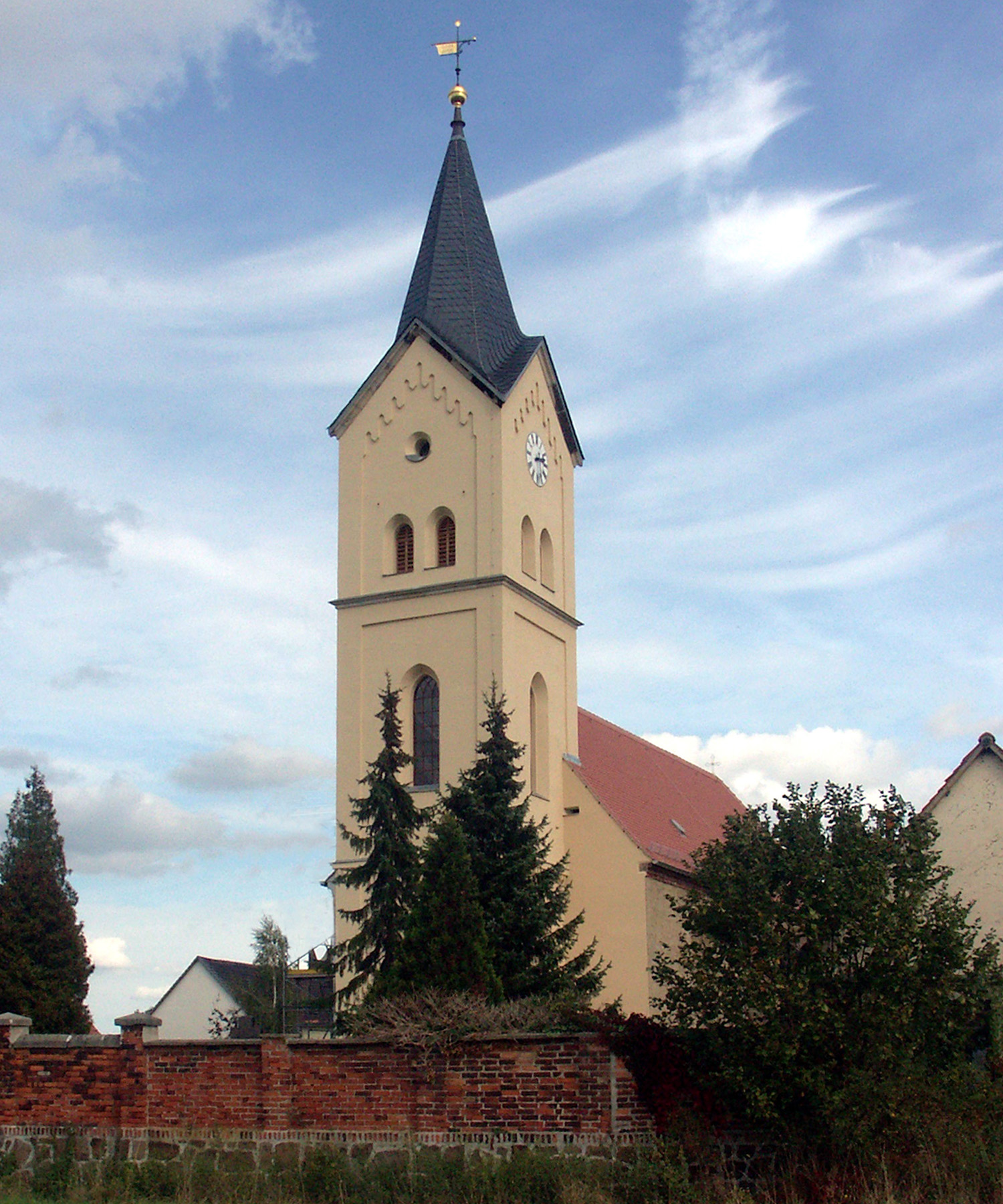
Die Kirche in Großpötzschau 2009

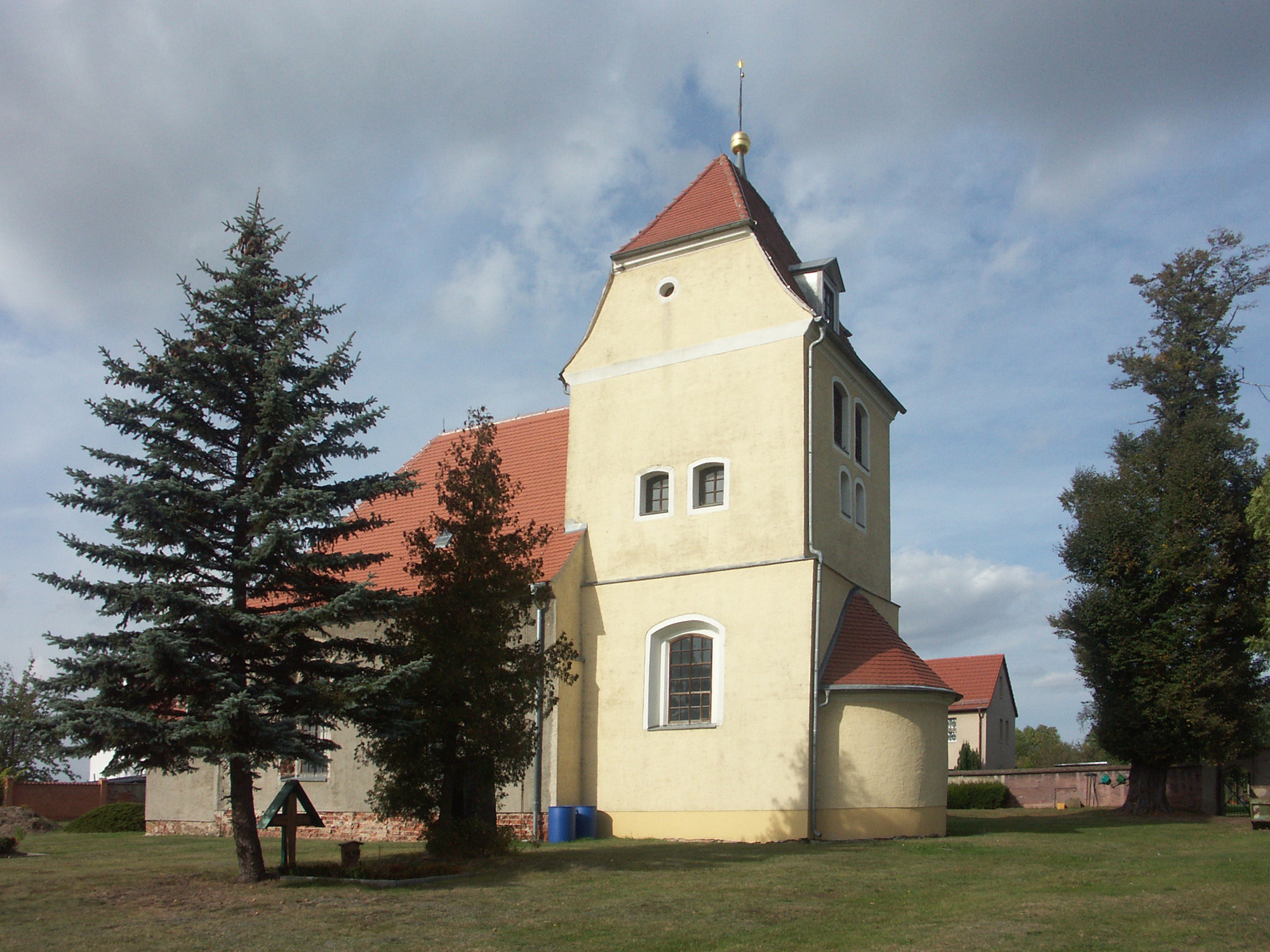
Die Kirche in Kleinpötzschau 2009

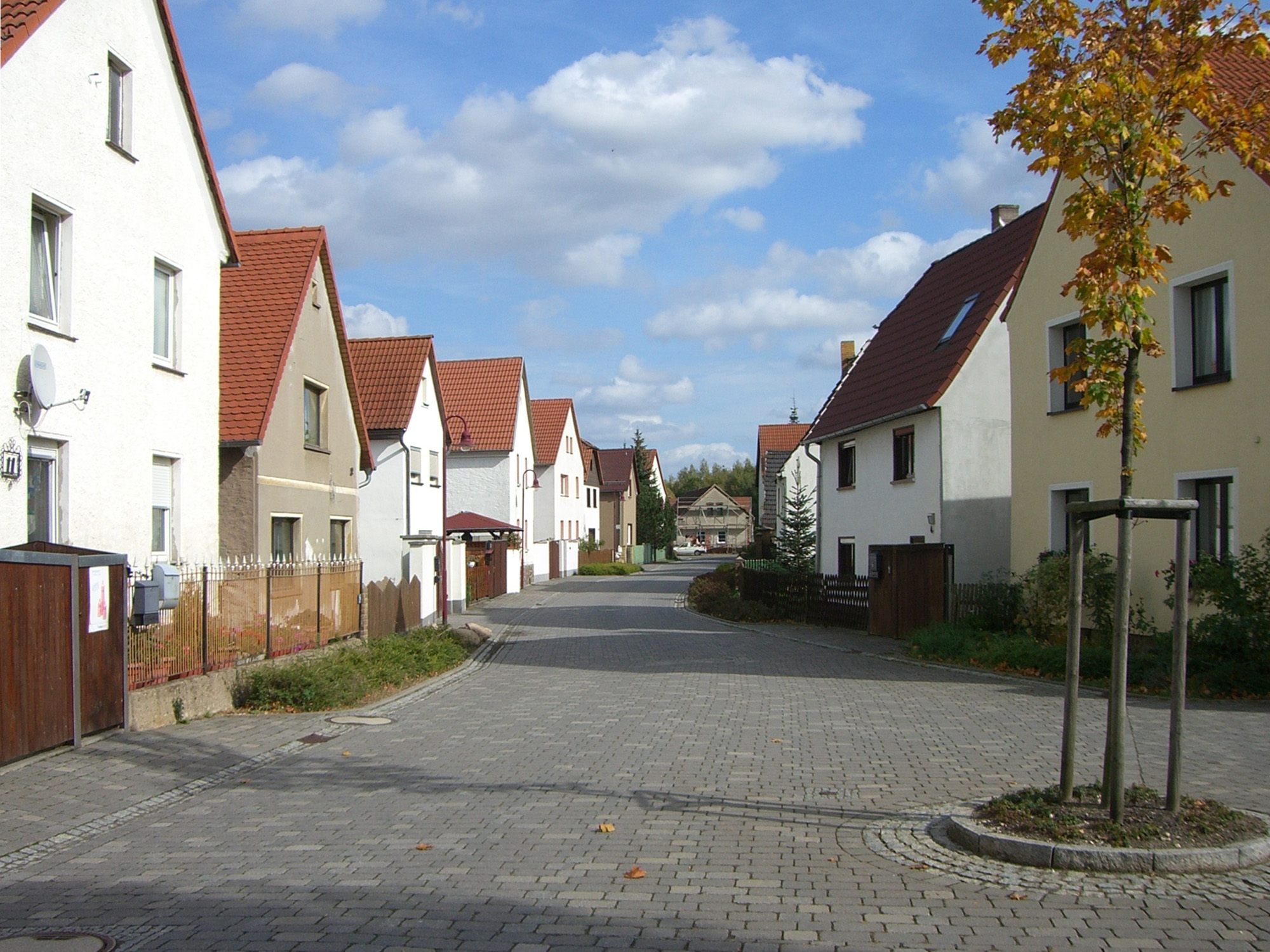
Die Dorfstraße in Kleinpötzschau

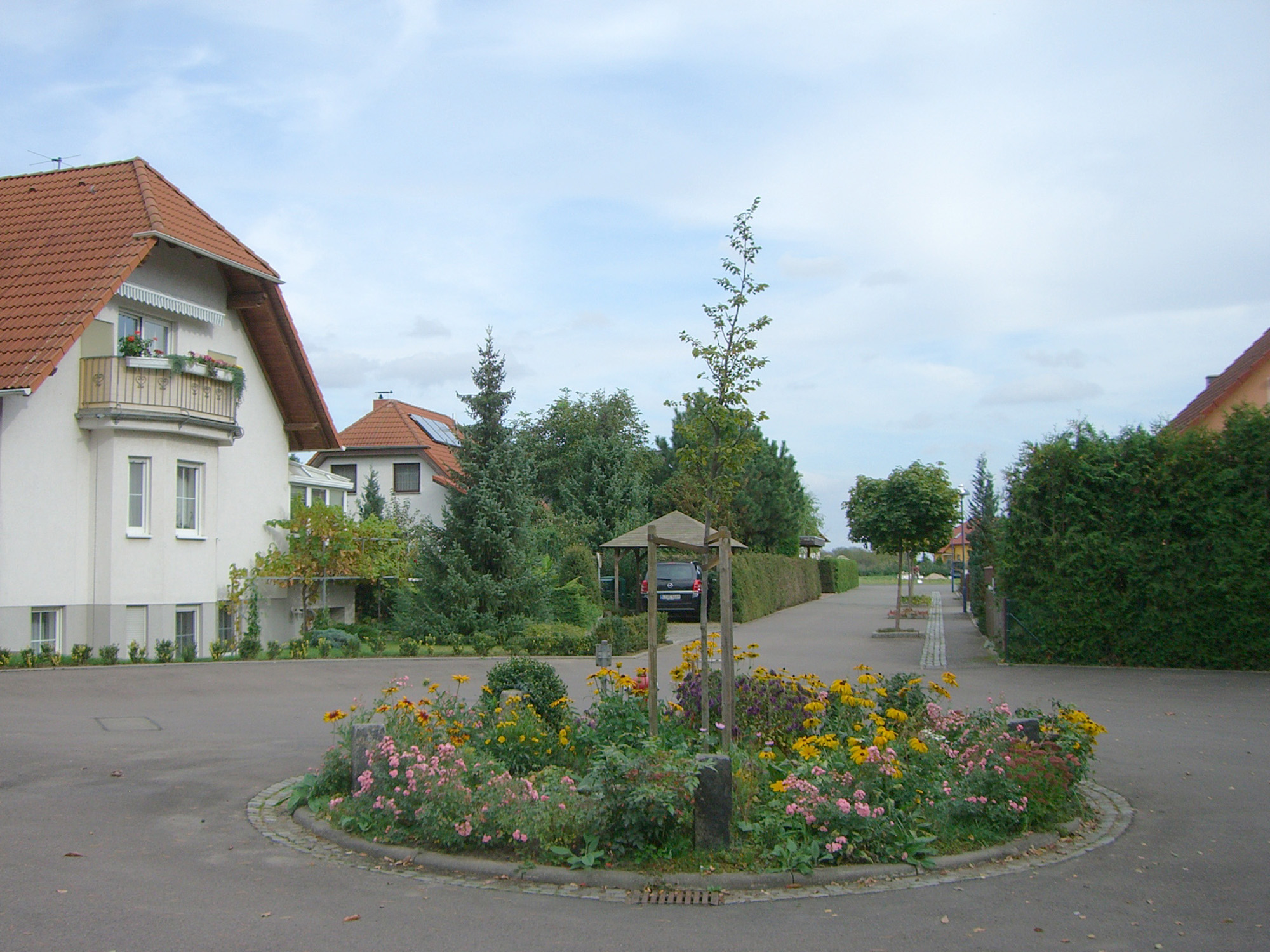
In der Siedlung „Am Wäldchen“ in Dahlitzsch

Am 1. April 1934 wurden Großpötzschau und Dahlitzsch mit Kleinpötzschau zur Gemeinde Pötzschau zusammengeschlossen. Diese gehörte zur Amtshauptmannschaft Borna, die 1939 zum Landkreis Borna wurde. Durch die zweite Kreisreform in der DDR im Jahr 1952 wurde die Gemeinde Pötzschau dem Kreis Borna im Bezirk Leipzig angegliedert, der 1990 als sächsischer Landkreis Borna fortgeführt wurde und 1994 im Landkreis Leipziger Land bzw. 2008 im Landkreis Leipzig aufging.
Die Zeit zwischen dem Zusammenschluss der drei Ortsteile zur Gemeinde Pötzschau im Jahre 1934 und etwa 1990 war trotz der ländlichen Struktur und der vorherrschenden Landwirtschaft mehr und mehr geprägt durch den benachbarten Braunkohlenbergbau und die Braunkohlenverarbeitung, gekennzeichnet dadurch, dass immer mehr Einwohner in diesen Betrieben arbeiteten und auch die Umweltschäden zunahmen. Wegen des durch den Bergbau abgesenkten Grundwasserspiegels erhielt 1939/40 Großpötzschau eine zentrale Wasserversorgung.
Da Pötzschau kein Rittergut besaß, war es von Enteignungen im Zuge der Bodenreform nach dem Zweiten Weltkrieg nicht betroffen und hatte deshalb auch keine Neubauernhöfe. Die alteingesessenen Bauern wurden ab 1952 zum Eintritt in die Landwirtschaftliche Produktionsgenossenschaft (LPG) genötigt. Die Pötzschauer LPG schloss sich 1968 mit der in Mölbis zusammen. Später entstand daraus unter Einbeziehung von Rötha die Kooperative Abteilung Pflanzenproduktion (KAP) Pötzschau. Sie pflegte unter anderem intensiv den im Kreis Borna historisch bedeutsamen Anbau von Speisezwiebeln. Um 1970 wurde in Großpötzschau der Pötzschauer Kindergarten eröffnet. Anfang der 1970er-Jahre entstand am westlichen Rand der Pötzschauer Flur an der Einmündung der K 7926 in die ehemalige Fernverkehrsstraße 95 ein Außen-Buchlager der Leipziger Kommissions- und Großbuchhandelsgesellschaft (LKG), das insbesondere den Frauen aus Pötzschau und Umgebung willkommene Arbeitsplätze bot.
Pötzschau lag im Einzugsgebiet des Tagebaus Espenhain und wäre bei dessen planmäßigem Weiterbetrieb etwa im Jahre 2000 überbaggert worden und damit wie bereits andere Dörfer von der Landkarte verschwunden. Deshalb war ab etwa Ende der 1970er-Jahre ein zunehmender Niedergang zu beobachten, da keine staatlichen Investitionen mehr erfolgten, keine Baugenehmigungen erteilt wurden und auch das private Interesse an der Werterhaltung zurückging.
Das änderte sich nach der politischen Wende von 1989 und der in ihrer Folge resultierenden Stilllegung des Tagebaus grundlegend. In den 1990er-Jahren erfolgten zentrale Erneuerungen, wie die von Trink- und Schmutzwasserleitungen, von Straßen und Fußwegen. Im privaten Sektor setzte eine große Renovierungswelle ein, so dass sich schließlich Pötzschau sogar am Wettbewerb „Schönstes Dorf Sachsens“ beteiligte und dabei 2003 einen 3. Platz erreichte. In den 1990er Jahren wurde in Großpötzschau ein zweigeschossiges Mietshaus errichtet und südlich des Ortskerns von Dahlitzsch mit der Anlage der Eigenheimsiedlung „Am Wäldchen“ begonnen. Diese Entwicklung spiegelt sich auch im Verlauf der Einwohnerzahlen wider. Bis 1995 war die Einwohnerzahl wegen der vorher drohenden Abbaggerung unter die Hälfte der Vorjahre gesunken und steigt seitdem aber wieder an.
Pötzschau wurde am 1. Januar 1995 nach Espenhain eingemeindet, mit dem es am 1. August 2015 ein Stadtteil von Rötha wurde. Die Renovierung der beiden Kirchen ist im Gange, aber in ihrer Fortführung vom jeweiligen Spendenaufkommen abhängig. Für die Kirche in Großpötzschau wurde 2005 ein Förderverein gegründet. Dieser widmet sich derzeit dem Wiederaufbau der Christian Friedrich Poppe-Orgel aus dem 2. Jahrzehnt des 19. Jahrhunderts. Aus dem Pötzschauer Großbetrieb der sozialistischen Landwirtschaft wurde die Agrargenossenschaft Pötzschau e.G. mit Sitz in Rötha. 1995 verlegte die Leipziger Kommissions- und Großbuchhandelsgesellschaft (LKG) ihren gesamten Firmensitz auf ihr Pötzschauer Gelände, und 2008 wurde die bisher mitten durch das Betriebsgelände führende Kreisstraße neu verlegt.

### Entwicklung der Einwohnerzahl
|                 | 1834  | 1871  | 1890  | 1910  | 1925  | 1939 | 1946 | 1950 | 1964 | 1990 | 1995 | 2005 | 2009 |
| 0Großpötzschau  | 214   | 247   | 287   | 225   | 227   |      |      |      |      |      |      |      |      |
| 0Dahlitzsch     | 143   | 150   | 155   | 239   | 261   |      |      |      |      |      |      |      |      |
| 0Kleinpötzschau | 82    | 108   | 93    |       |       |      |      |      |      |      |      |      |      |
| 0Pötzschau      | (439) | (505) | (535) | (464) | (488) | 564  | 696  | 655  | 673  | 282  | 266  | 372  | 367  |

## Schulen
Bis ins 19. Jahrhundert war die Schule eng mit der Kirche verbunden, und so nimmt es nicht wunder, dass die Kinder von Muckern in die Schule nach Großpötzschau kamen, da Muckern hier eingepfarrt war, die Kinder von Dahlitzsch und Kleinpötzschau aber nach Dreiskau in die Schule gingen, wie die Sächsische Kirchengalerie von 1844 berichtet. Die Namen der Lehrer in Großpötzschau sind ab etwa 1700 bekannt. Das Schulgebäude wurde 1802 und 1865 jeweils neu errichtet. 1844 gingen in Großpötzschau 94 Kinder zur Schule, 54 davon aus Muckern.
Bis in die erste Hälfte der 1950er-Jahre wurden die Schulen in Großpötzschau, Dreiskau und Kleinpötzschau, wo inzwischen auch eine Schule errichtet worden war, gemeinsam genutzt, nunmehr jeweils unter Zusammenfassung der Klassenstufen an einem Ort. Zuletzt fand auch in Großpötzschau (Gasthof) und Dreiskau Unterricht in außerschulischen Räumen statt, bevor für kurze Zeit alle Klassen im ehemaligen Rittergutsgebäude in Muckern zusammengefasst wurden. Ab Anfang der 1960er-Jahre fuhren die Kinder mit dem Schulbus in die Polytechnische Oberschule „Hugo Joachim“ in Espenhain.
Bis heute hat sich daran wenig geändert. Die Espenhainer Schule ist jetzt eine Grundschule. Im ehemaligen Werksgelände von Espenhain befindet sich noch das Berufliche Gymnasium des Beruflichen Schulzentrum Leipziger Land.
In Pötzschau gibt es eine private Musikschule („Hofmusikschule“).

## Sehenswürdigkeiten

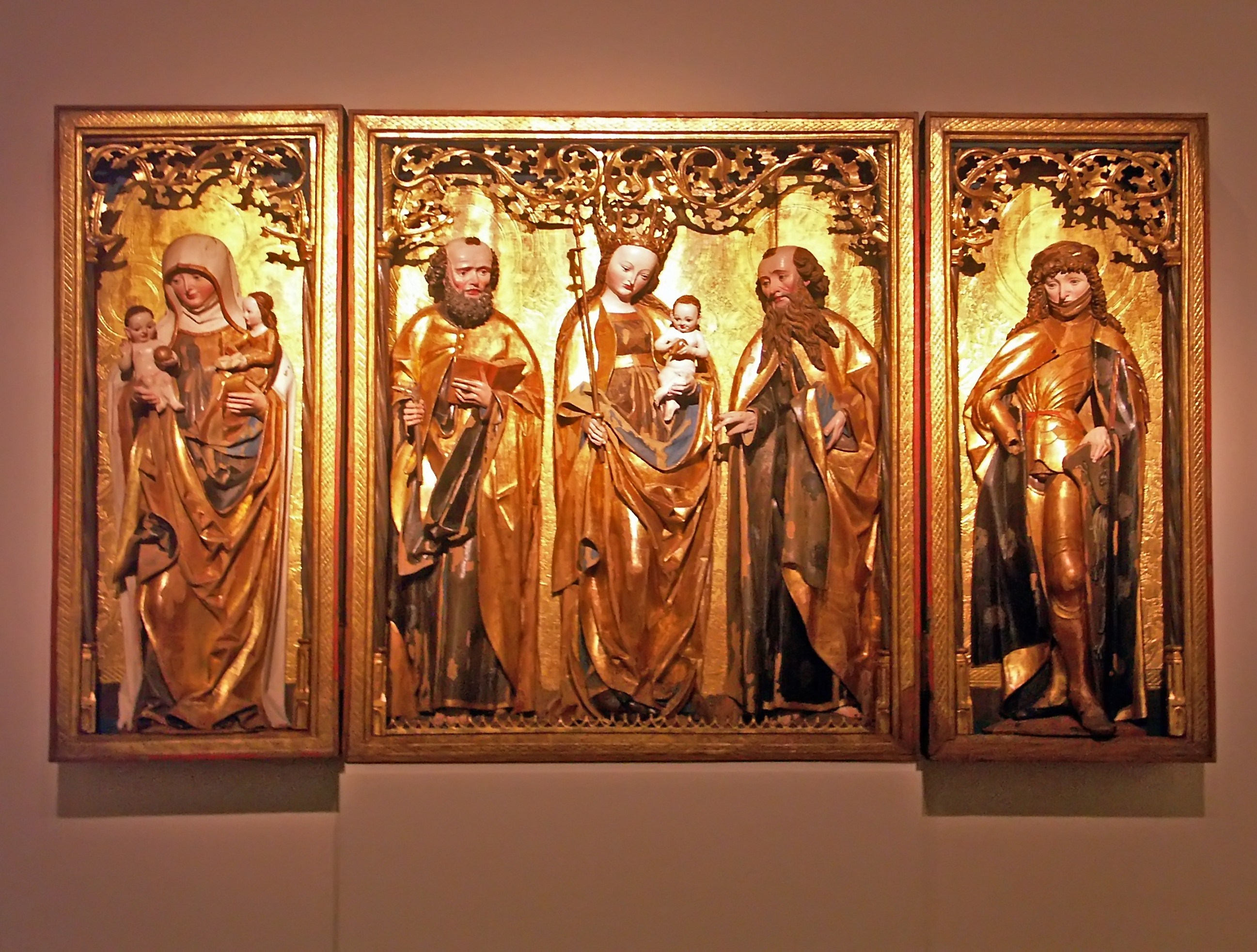
Altar aus Kleinpötzschau im Museum für Angewandte Kunst in Leipzig

- Der Malberg (früher auch Wahlberg) ist ein kleiner Ringwall mit einem umgebenden Graben in der Göselaue westlich von Großpötzschau, der eine kleine Burg enthalten haben dürfte, welche noch im frühen Mittelalter als befestigter Zufluchtsort gedient haben mag.
- Die aus romanischer Zeit stammende Kirche in Kleinpötzschau
- Die Kirche in Großpötzschau
- Restaurierte Fachwerkhäuser aus dem 18. Jahrhundert in Großpötzschau und Dahlitzsch
- Das kulturhistorisch bedeutsamste Kunstwerk aus Pötzschau befindet sich nicht mehr im Ort. Es ist ein Flügelaltar aus der Kirche in Kleinpötzschau, der im Leipziger Museum für Angewandte Kunst (Grassimuseum) ausgestellt wird. Er ist eine Arbeit von Jakob Naumann und Franz Geringswald aus Altenburg von 1508/09.[20]